# 파블로바 (음식)
파블로바(영어: pavlova 패블로버[*])는 뉴질랜드와 오스트레일리아의 디저트이다. 발레리나 안나 파블로바의 이름을 딴 머랭 기반 양과자로, 겉은 바삭바삭하고 속은 부드러운 케이크 형태를 띤다. 보통 크림과 과일을 토핑한다. 크리스마스 등 명절에 흔히 먹는 음식이며, 뉴질랜드와 오스트레일리아의 국민 음식 가운데 하나이기도 하다.

## 이름
영어 "패블로버(pavlova)"는 러시아인 발레리나 "안나 파블로바(Анна Павлова)"의 이름을 따서 지어진 이름이다. 패브(영어: pav)로 줄여 부르기도 한다. 영어권에서 "패블로버(/pævˈloʊvə/)"로 발음되는 디저트 이름과 달리 인명은 대문자 "Pavlova"로 적히고, "파블로버(/ˈpɑːvləvə/)"로 발음된다.

## 역사
1920년대에 발레리나 안나 파블로바가 뉴질랜드와 오스트레일리아를 여행했을 때, 그에 대한 존경의 의미로 만들어졌다고 알려져 있으며, 양국 간에 파블로바의 기원에 관한 오랜 논쟁이 존재한다.
1906년 오스트레일리아 잡지 《더 퀸즐랜더》에 파블로바와 비슷한 음식이 소개되지만, "파블로바"가 아닌 "크림 케이크(cream cake)"라고 불린다. 1911년 《뉴질랜드 헤럴드》에는 "딸기 파블로바(Strawberries Pavlova)"라는 음식이 소개되지만, 소르베와 비슷한 빙과이다.
오늘날의 파블로바와 거의 같다고 볼 수 있는 첫 레시피는 1922년 에밀리 퍼터의 《오스트레일리아 가정식(Australian home cookery)》이라는 책에 "과일 소를 곁들인 머랭(Meringue with Fruit Filling)"이라는 이름으로 등장한다. 1929년 뉴질랜드에서 "파블로바 케이크(pavlova cake)"라는 이름의 레시피가 발견되며, 같은 이름의 레시피가 1934년 뉴질랜드 《디 이브닝 스타》, 1935년 오스트레일리아 《디 애드보킷》에도 등장한다.
파블로바는 어느 한 곳에서 기원한 것이 아니라 뉴질랜드와 오스트레일리아 양국에서 사회적으로 발명되고 구성되었다고 보는 견해도 있다.

## 만들기
달걀 흰자를 거품기(또는 전동 거품기)로 휘저어 머랭처럼 친다. 고운 설탕을 넣어 가며 휘젓다가, 옥수수녹말가루와 식초 또는 레몬 즙을 약간 넣어 섞는다. 향미를 위해 바닐라나 레몬 제스트 등 향신료를 넣기도 한다. 둥근 케이크 모양으로 펴서 오븐에서 천천히 구워 내는데, 다 익었을 때 겉은 바삭바삭하며 안은 마시멜로처럼 부드럽다. 구워진 파블로바에는 휘저은 크림과 딸기, 키위, 패션프루트 등의 과일을 올려 낸다.

## 기타

### 세계에서 가장 큰 파블로바
1999년 2월에 뉴질랜드의 국립 박물관인 테 파파 박물관에서 개관 1주년을 기념하여 세계에서 가장 큰 파블로바를 만들고, "패브질라(Pavzilla)"라는 이름을 붙였다. 45m에 달했으며, 당시 총리였던 제니 시플리가 커팅식을 했다. 이후 2005년 뉴질랜드 호크스베이의 이스턴 공과대학교 학생들이 64m에 달하는 "패브콩(Pavkong)"을 만들어 기존 기록이 깨졌다.

## 같이 보기
- 이튼 메스